# 阿蒂 (约讷省)
阿蒂（法語：Athie，法語發音：[ati]）是法国勃艮第-弗朗什-孔泰大区约讷省的一个市镇，属于阿瓦隆区。

## 地理
阿蒂（47°32'19"N, 3°59'24"E）面积4.9 平方千米，位于法国勃艮第-弗朗什-孔泰大區约讷省，该省份为法国中北部内陆省份，西接卢瓦雷省，西北接塞纳-马恩省，南至涅夫勒省，东临科多尔省，东北与奥布省接壤。
与阿蒂接壤的市镇（或旧市镇、城区）包括：昂日利、普罗旺西、圣科隆布、索维尼勒布瓦、吉永泰尔普莱讷。

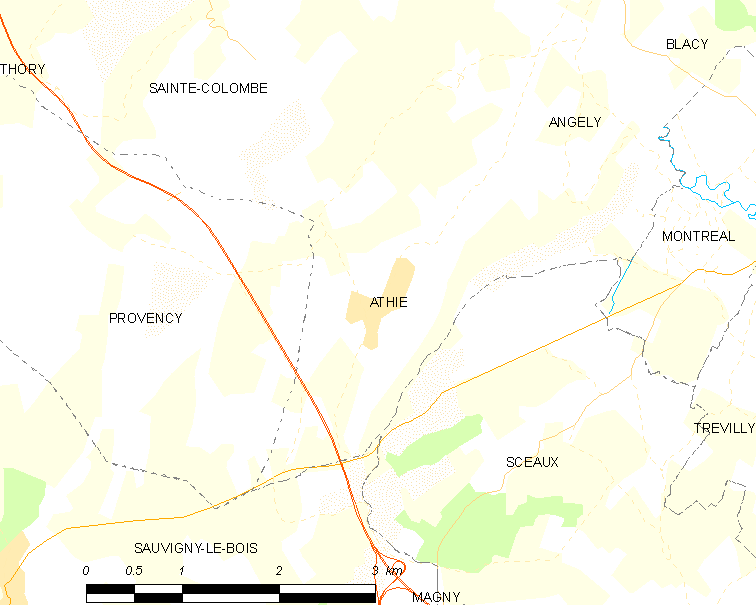
的OSM定位图

阿蒂的时区为UTC+01:00、UTC+02:00（夏令时）。

## 行政
阿蒂的邮政编码为89440，INSEE市镇编码为89022。

## 政治
阿蒂所属的省级选区为阿瓦隆县。

## 人口

1962-2008年间人口变化图示

阿蒂于2022年1月1日时的人口数量为134人。